# Aristida anaclasta
Aristida anaclasta es una especie de planta herbácea perteneciente a la familia Poaceae. Originaria de Yemen, se encuentra solamente en Socotra.

## Distribución
Se encuentra en la Meseta Rewgid a una altitud de 300 metros. Solo se conoce el espécimen tipo que está caracterizado por su arista central retorcida.

## Taxonomía
Aristida anaclasta fue descrita por Thomas Arthur Cope y publicado en Kew Bulletin 39(4): 833. 1984.
Etimología
El nombre del género proviene del latín Arista o del griego Aristos (cerdas, o aristas del maíz). 
anaclasta: epíteto